# Thompsoniana imitans
Thompsoniana imitans là một loài bọ cánh cứng trong họ Cerambycidae.